# 通辽县

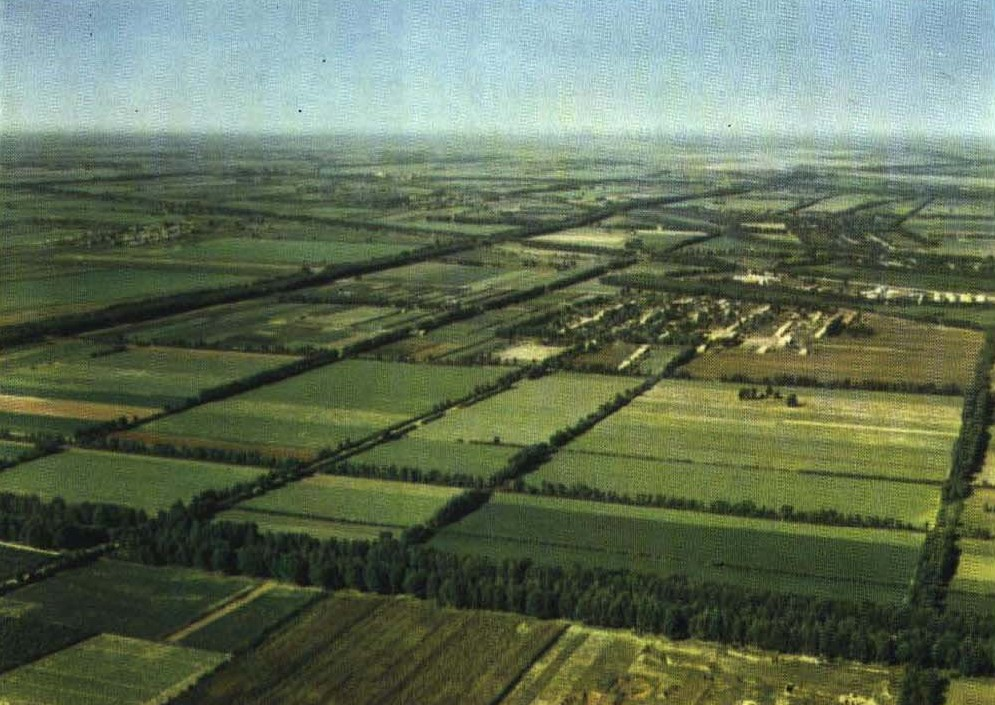
1965年的通辽县农田防护林

通辽县，中国旧县名。

## 沿革
1918年自辽源县析置，属奉天省，后属辽宁省。1932年到1934年，先后隶属于兴安南分省和兴安南省。1946年2月，隶属于辽西省；4月，成立哲里木省，隶属于哲里木省。1947年5月，隶属于辽吉省；1947年6月辽吉省改为辽北省，通辽县隶属于辽北省。1949年4月，随哲里木盟划归内蒙古自治区。1951年7月7日，析置通辽市（县级市），同隶属哲里木盟。1958年撤销通辽县，并入通辽市。1965年，按合并前区域复置通辽市、县。1969年，通辽市、县随哲里木盟一起划归吉林省；1979年复归内蒙古自治区。1986年7月撤销通辽县，其行政区域并入通辽市（县级市）。1999年7月1日，原县级通辽市改设科尔沁区。